# ميخائيل ر. هاريسون
ميخائيل ر. هاريسون (بالإنجليزية: Michael R. Harrison)‏ هو جراح أمريكي، ولد في 5 مايو 1943.